# 娘。物語―モーニング娘。オフィシャルストーリー
『娘。物語―モーニング娘。オフィシャルストーリー』（むすめ。ものがたり―モーニングむすめ。オフィシャルストーリー）は、原作：田中利花、漫画：神崎裕による日本の漫画作品。女性アイドルグループであるモーニング娘。を題材にした実録漫画である。

## 概要
『なかよし』（講談社）にて2001年6月号から2004年7月号まで連載された。全26話。そのほか、同誌2001年8月号増刊『なつやすみランド』にも掲載された。単行本は同社の講談社コミックスなかよしより全6巻。
また、本作の連載中に続編として『なかよし』2003年6月号から『娘。物語ALIVE!』も始まり、同レーベルより単行本全2巻が刊行された。

## 書誌情報
- 神崎裕・田中利花 『娘。物語』 講談社〈講談社コミックスなかよし〉、全6巻
  1. 2001年11月6日第1刷発行、ISBN 4-06-178976-7
  2. 2002年3月6日第1刷発行、ISBN 4-06-178985-6
  3. 2002年7月5日第1刷発行、ISBN 4-06-178994-5
  4. 2002年12月6日第1刷発行、ISBN 4-06-364005-1
  5. 2003年4月4日第1刷発行、ISBN 4-06-364016-7
  6. 2004年4月30日第1刷発行、ISBN 4-06-364049-3